# Saint-Dizant-du-Bois
Saint-Dizant-du-Bois – miejscowość i gmina we Francji, w regionie Nowa Akwitania, w departamencie Charente-Maritime.
Według danych na rok 1990 gminę zamieszkiwały 83 osoby, a gęstość zaludnienia wynosiła 20 osób/km² (wśród 1467 gmin regionu Poitou-Charentes Saint-Dizant-du-Bois plasuje się na 902. miejscu pod względem liczby ludności, natomiast pod względem powierzchni na miejscu 1105.).